# کوه گدای
کوه گدای (به لاتین: Kuh Gaday) یک منطقهٔ مسکونی در افغانستان است که در ولایت بامیان واقع شده‌است.